# Eurovision Song Contest 1958
Eurovision Song Contest 1958, česky také Velká cena Eurovize 1958 (či jen Eurovize 1958), byl 3. ročník soutěže Eurovision Song Contest, který se konal v Hilversumu v Nizozemsku, a to díky vítězství nizozemské zpěvačky Corry Brokken s písní „Net als toen“ na předchozím ročníku. Soutěž, organizovaná Evropskou vysílací unií (EVU) a stanicí Nederlandse Televisie Stichting (NTS), se konala v AVRO Studios 12. března 1958, moderátorkou přenosu byla Hannie Lips. 
Soutěže se stejně jako v předchozím roce zúčastnilo 10 zemí. Švédsko na soutěži debutovalo, Spojené království ze soutěže odstoupilo.
Vítězem se stal francouzský zpěvák André Claveau s písní „Dors mon amour“. Ještě známější se ale stala italská skladba „Nel blu, dipinto di blu“, se kterou se Domenico Modugno umístil na třetím místě. Píseň se stala celosvětovým hitem, umístila se v řadě světových hitparád a Modugno s ní v roce 1959 získal dvě ceny Grammy.

## Navrátivší interpreti
Soutěže se zúčastnili čtyři interpreti, kteří se již představili v některém z předchozích ročníků: Lys Assia a Corry Brokken reprezentovaly své země v obou předchozích ročnících a obě jednou vyhrály. Fud Leclerc se zúčastnil soutěže v roce 1956 a Margot Hielscher stejně jako v předchozím roce reprezentovala Německo.

## Výsledky
| Pořadí | Země        | Interpret        | Skladba                            | Jazyk              | Umístění | Body |
| ------ | ----------- | ---------------- | ---------------------------------- | ------------------ | -------- | ---- |
| 1.     | Itálie      | Domenico Modugno | „Nel blu, dipinto di blu“          | italština          | 3.       | 13   |
| 2.     | Nizozemsko  | Corry Brokken    | „Heel de wereld“                   | nizozemština       | 9.       | 1    |
| 3.     | Francie     | André Claveau    | „Dors mon amour“                   | francouzština      | 1.       | 27   |
| 4.     | Lucembursko | Solange Berry    | „Un grand amour“                   | francouzština      | 9.       | 1    |
| 5.     | Švédsko     | Alice Babs       | „Lilla stjärna“                    | švédština          | 4.       | 10   |
| 6.     | Dánsko      | Raquel Rastenni  | „Jeg rev et blad ud af min dagbog“ | dánština           | 8.       | 3    |
| 7.     | Belgie      | Fud Leclerc      | „Ma petite chatte“                 | francouzština      | 5.       | 8    |
| 8.     | Německo     | Margot Hielscher | „Für zwei Groschen Musik“          | němčina            | 7.       | 5    |
| 9.     | Rakousko    | Liane Augustin   | „Die ganze Welt braucht Liebe“     | němčina            | 5.       | 8    |
| 10.    | Švýcarsko   | Lys Assia        | „Giorgio“                          | němčina, italština | 2.       | 24   |

## Detailní výsledky

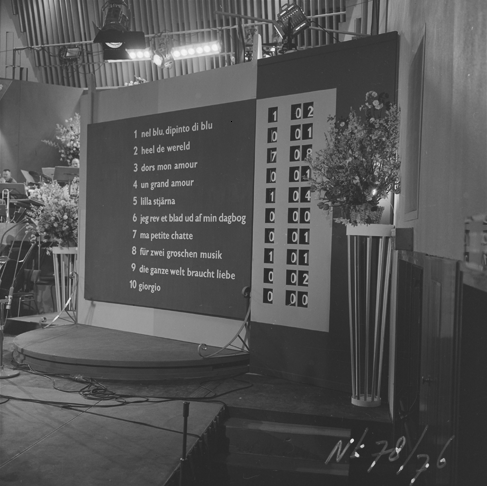
Výsledková tabule Eurovision Song Contest 1958

|      |             | Celkem | Švýcarsko | Rakousko | Německo | Belgie | Dánsko | Švédsko | Lucembursko | Francie | Nizozemsko | Itálie |
| ---- | ----------- | ------ | --------- | -------- | ------- | ------ | ------ | ------- | ----------- | ------- | ---------- | ------ |
| Země | Itálie      | 13     | 1         | 1        | 4       | 4      |        | 1       |             | 1       | 1          |        |
| Země | Nizozemsko  | 1      | 1         |          |         |        |        |         |             |         |            |        |
| Země | Francie     | 27     | 1         | 7        | 1       | 1      | 9      | 1       | 1           |         |            | 6      |
| Země | Lucembursko | 1      | 1         |          |         |        |        |         |             |         |            |        |
| Země | Švédsko     | 10     | 3         | 1        |         | 1      |        |         | 3           |         | 2          |        |
| Země | Dánsko      | 3      |           |          |         |        |        | 1       |             | 1       | 1          |        |
| Země | Belgie      | 8      | 1         |          | 5       |        | 1      | 1       |             |         |            |        |
| Země | Německo     | 5      |           | 1        |         | 1      |        | 1       |             | 2       |            |        |
| Země | Rakousko    | 8      | 2         |          |         | 1      |        | 1       | 1           | 3       |            |        |
| Země | Švýcarsko   | 24     |           |          |         | 2      |        | 4       | 5           | 3       | 6          | 4      |